# Madeleine Lebeauová
Madeleine Lebeauová, rodným jménem Marie Madeleine Berthe Lebeauová nebo také LeBeauová (10. června 1923 Antony – 1. května 2016 Estepona) byla francouzská filmová a divadelní herečka.

## Život a kariéra
V roce 1939 debutovala ve filmu Georga Wilhelma Pabsta Jeunes filles en détresse. Jejím prvním manželem byl židovský herec Marcel Dalio, s nímž po německé okupaci Paříže uprchla do Ameriky a oba získali angažmá v Hollywoodu. Oba se objevili ve filmu Michaela Curtize Casablanca (1942), kde Madeleine ztvárnila barovou zpěvačku Yvonne, bývalou milenku hlavního hrdiny Ricka Blaina, která v klíčové scéně zpívá navzdory zákazu Marseillaisu. Byla obsazena také do filmů Gentleman Jim (1942) a Music for Millions (1944), po válce se vrátila do Francie, kde hrála ve filmech Les Chouans, Cadet Rousselle, Země, odkud přicházím a Pařížanka, menší role měla také ve Felliniho Osm a půl a v Angelice, markýze andělů. Účinkovala rovněž v pařížském divadle Espace Cardin. Koncem šedesátých let ukončila hereckou kariéru a žila ve Španělsku se svým druhým manželem, jímž byl italský scenárista Tullio Pinelli.
Zemřela v roce 2016 jako poslední z protagonistů Casablancy.